# Écrasez l’infâme

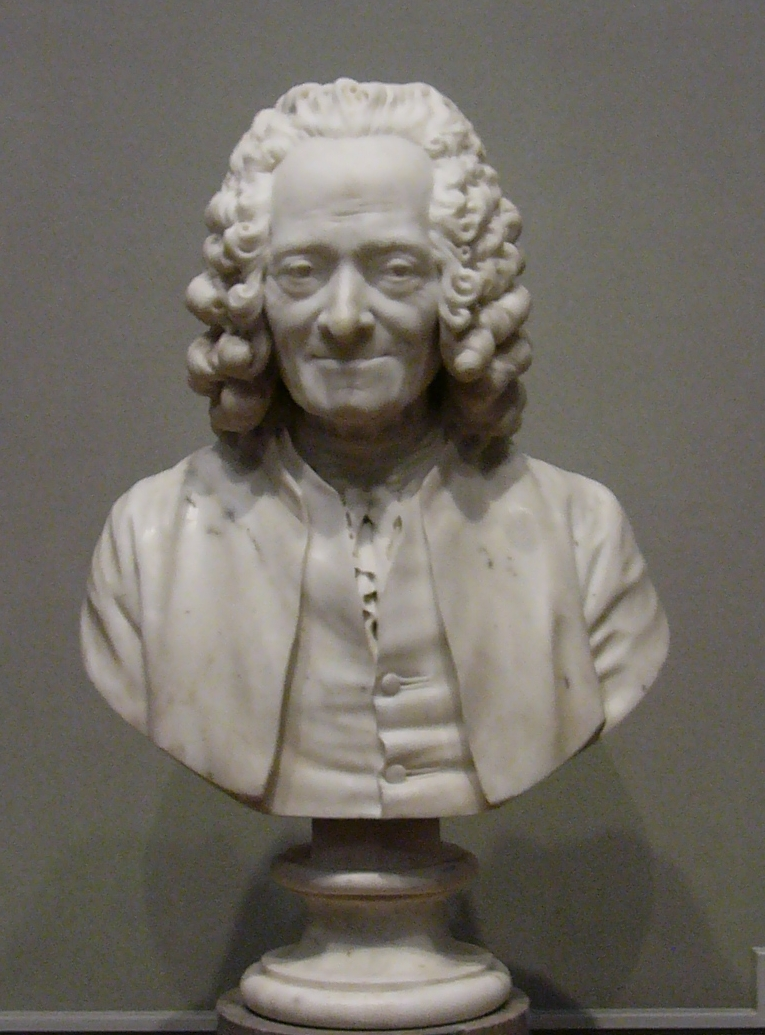
Жан-Антуан Гудон. Бюст Вольтера, 1778

Écrasez l’infâme, Écrasez l’infâme! (с фр. — «Раздавите гадину!») — антиклерикальный девиз (лозунг) французского просветителя Вольтера, ставший крылатым выражением. Многие письма из обширного эпистолярного наследия философа были подписаны «Écrasez l’infâme», а также сокращёнными вариантами словосочетания («Écr l’inf», «Écrlinf», «E. L.»). В литературе на различных языках выражение часто цитируется на французском в различных формах, а также в видоизменённых переводах и значениях, что вызвано сложностью нахождения близкого эквивалента. В русскоязычной культуре девиз стал наиболее известен в форме «Раздавите гадину!», — таким образом перевёл эпиграф к антирелигиозной поэме Перси Биш Шелли «Королева Маб» («Царица Маб») Константин Бальмонт. Такая передача смысла признаётся оправданной и связанной с метафорическим представлением «суеверия» в виде пресмыкающегося, гадины ещё просветителями.

## История
В связи с тем, что в большинстве европейских языков отсутствует устоявшееся выражение, соответствующее «Écrasez l’infâme!», оно часто употребляется в оригинальной форме. Представление точного значения вызывает значительные трудности. Глагол écraser можно передать как раздавить, удушить, сокрушить, уничтожить. Infâme является прилагательным, которое можно перевести как позорный, постыдный, гнусный, подлый, мерзкий. Сложность поиска адекватного эквивалента вызвана тем, что в вольтеровском обороте второе слово находится с артиклем и без определяемого существительного. Выдвигалось толкование (Георг Бюхман), согласно которому оригинальное выражение представляет собой неполное предложение, в котором отсутствует существительное-дополнение — la superstition (суеверие). В таком случае l’infâme является прилагательным женского рода. Французские филологи объясняют сложный состав оборота тем, что в данном случае прилагательное l’infâme переходит в разряд существительного (субстантивация). Российский филолог и историк Константин Душенко отмечал, что подтверждением данной версии является эпистолярное наследие Вольтера, где l’infâme довольно часто употреблялось без глагола écraser, в качестве самостоятельного слова. В связи с этим Душенко в своих работах переводил l’infâme как мерзость, а infâme в качестве прилагательного — как гнусный.
Считается, что в роли самостоятельного слова l’infâme впервые зафиксировано в двух письмах прусского короля Фридриха Великого, написанных в 1759 году. Адресатом первого из них был маркиз Жан-Батист д’Аржан, философ, писатель-просветитель, который с 1740 по 1768 год находился при прусском дворе в Потсдаме во время службы там Вольтера (1751—1753). В ответ на сообщение д’Аржана о том, что тот планирует составить «памфлет против всех религий, имеющих священников» в начале мая 1759 года, король ответил: «Давайте, давайте; хороший памфлет против мерзости — дело благое; тем самым вы будете сражаться под нашими знамёнами». Далее он писал об ужасных новостях из португальского Лиссабона, где местные иезуиты были обвинены (вероятно, ложно) в причастности к покушению на короля Жозе I. С учётом этого комментаторы указывают, что прусский монарх, говоря о мерзости и «зле, внушённом религией», критиковал католическую церковь, в частности, Папу Римского и орден иезуитов. 18 мая король писал Вольтеру: «Вы по-прежнему будете ласкать мерзость одной рукой и царапать её другой». В ответ мыслитель ответил: «Ваше Величество упрекает меня в том, что иногда я ласкаю мерзость; ба! да нет же, бога ради; я тружусь для того лишь, чтобы искоренить (extirper) её, и мне удаётся добиться успеха среди порядочных людей».
С христианством и традиционной церковью у Вольтера были сложные отношения, однако известно, что он не был атеистом и выступал за сохранение естественной религии, так как считал её полезной для общества. В 1752 году Вольтер создал антиклерикальный памфлет «Проповедь пятидесяти» (первая публикация относится к 1762 году), где писал: «Избавьте нас от любых суеверий, ‹…› упраздните эти постыдные таинства (abolissez ces infâmes mystères)». Как отмечается в литературе, сходные по значению выражения использовались ещё до эпохи Просвещения. По мнению исследователей, данный призыв подобен словам Бенедикта Спинозы из его письма к нидерландскому политическому деятелю Альберту Бургу. Оно было написано в 1675 году и впервые опубликовано через два года. В нём философ выступал против человеческих заблуждений и церковных таинств, а также среди прочего указывал: «Долой это пагубное суеверие!» (лат. Apage hanc exitiabilem superstitionem). Значительно ранее «пагубным суеверием» (лат. exitiabilis superstitio) названа христианская религия у древнеримского историка Публия Корнелия Тацита («Анналы», XV. 44). При этом отмечается, что Вольтер был знаком с этим трудом и применял «infâme superstition» в близком по характеру значении, а вот ответить, возможно ли такое происхождение в отношении мысли Спинозы, исследователи затрудняются.
Впервые в печати выражение «Écrasez l’infâme!» появилось в 1784 году при издании собрания сочинений Вольтера, а до этого оно использовалось в переписке круга лиц, близких к философу. В томе № 68 находилась переписка Вольтера с учёным-энциклопедистом Д’Аламбером с 1746 по 1768 год; девиз был пятикратно представлен в сокращённой форме «Écraser l’inf…» («Раздавить мерз…»). В эпоху Вольтера под гнусным «суеверием» подразумевалось религиозная нетерпимость, фанатизм, в меньшей мере католицизм. В более широком смысле под «гнусным суеверием» (l’infâme) у просветителей подразумевалось христианство, а также любая традиционная религия вообще. В 1760-е годы выражение употреблялось Вольтером в различных формах в связи с защитой нелегитимно осуждённых протестантов. По мнению исследователей, последнее применение «Écrasez l’infâme» просветителем относится к 1768 году, а слово l’infâme (в виде l’inf…) в последний раз зафиксировано в его письме к графу д’Аржанталю от 6 февраля 1771 года. Известно, что Вольтер и люди его круга использовали «суеверие» (мерзость) в форме метафоры, как некоего «чудовища» (le monstre, м. р.), змеи (le serpent, м. р.), гидры (l’hydre, ж. р.). В 1789 году в опубликованной переписке Фридриха Великого с Вольтером «écraser l’infâme» было приведено в полном виде, причём в примечании словосочетание объяснялось таким образом: «условное слово, обозначавшее легковерие, суеверие, фанатизм», а несколько позже, уже с событиями Великой французской революции эмигрант граф д’Антрег разъяснил его с полемической точки зрения: «И что же такое была эта мерзость? Это была, и он [Вольтер] этого не скрывает, религия наших отцов, католическая вера». Несмотря на проводимую революционерами кампанию «дехристианизации» в 1793 году, девиз Вольтера ими не использовался, однако его слова активно применяли монархические, дворянские круги для обвинения новых властей в безбожии. Такие демагогические попытки встретили сопротивление даже со стороны консервативного поэта-романтика Роберта Саути, выразившего свою точку зрения по этому вопросу в поэме «Паломничество в Ватерлоо» так: «Никто не может питать более сильного отвращения к принципам Вольтера, чем я, но очистить его от этого чудовищного обвинения — акт справедливости». Позднее французская республиканская пресса и антиклерикалы оправдывали допустимость слов Вольтера. 30 мая 1878 года в связи со столетней годовщиной смерти философа парижские студенты прошли с трёхцветным знаменем, на одной стороне которого был помещён девиз «Свобода, равенство, братство», а на противоположной — «Сокрушим мерзость!» («Écrasons l’infâme!»).
Несколько раз к знаменитым словам Вольтера обращался в своих работах немецкий философ Фридрих Ницше, выступавший против крайностей идей французских просветителей, в частности, Жан-Жака Руссо. В работе «Человеческое, слишком человеческое» (1878) радикализму последнего Ницше противопоставлял «умеренную» философию Вольтера, натура которого, по словам немецкого мыслителя, склонна «к упорядочению, устроению, реформе», в то время как «страстные безумия и полуобманы Руссо пробудили оптимистический дух революции, против которого я восклицаю Ecrasez l’infame. Этим духом надолго был изгнан дух просвещения и прогрессивного развития; подумаем — каждый про себя, — можно ли снова вызвать его к жизни». Позднее, в конце своей последней работы «Ecce Homo» (1888), Ницше использовал отсылку к Вольтеру для критики христианской морали: «Наконец — и это самое ужасное — в понятие доброго человека включено всё слабое, больное, неудачное, страдающее из-за самого себя, всё, что должно погибнуть,— нарушен закон отбора, сделан идеал из противоречия человеку гордому и удачному, утверждающему, уверенному в будущем и обеспечивающему это будущее — он называется отныне злым… И всему этому верили как морали — Ecrasez l’infame!»
Гюстав Флобер, защищая эстетику Вольтера от нападок консервативных критиков, в частности от обвинений в цинизме, писал: «Склоним же наши головы перед всеми алтарями. Короче, этот человек мне представляется пламенным, страстным, убеждённым, величественным. Его „Раздавите гадину!“ похоже на боевой клич крестового похода. <…> Разве он смеялся? Он скрежетал зубами!»

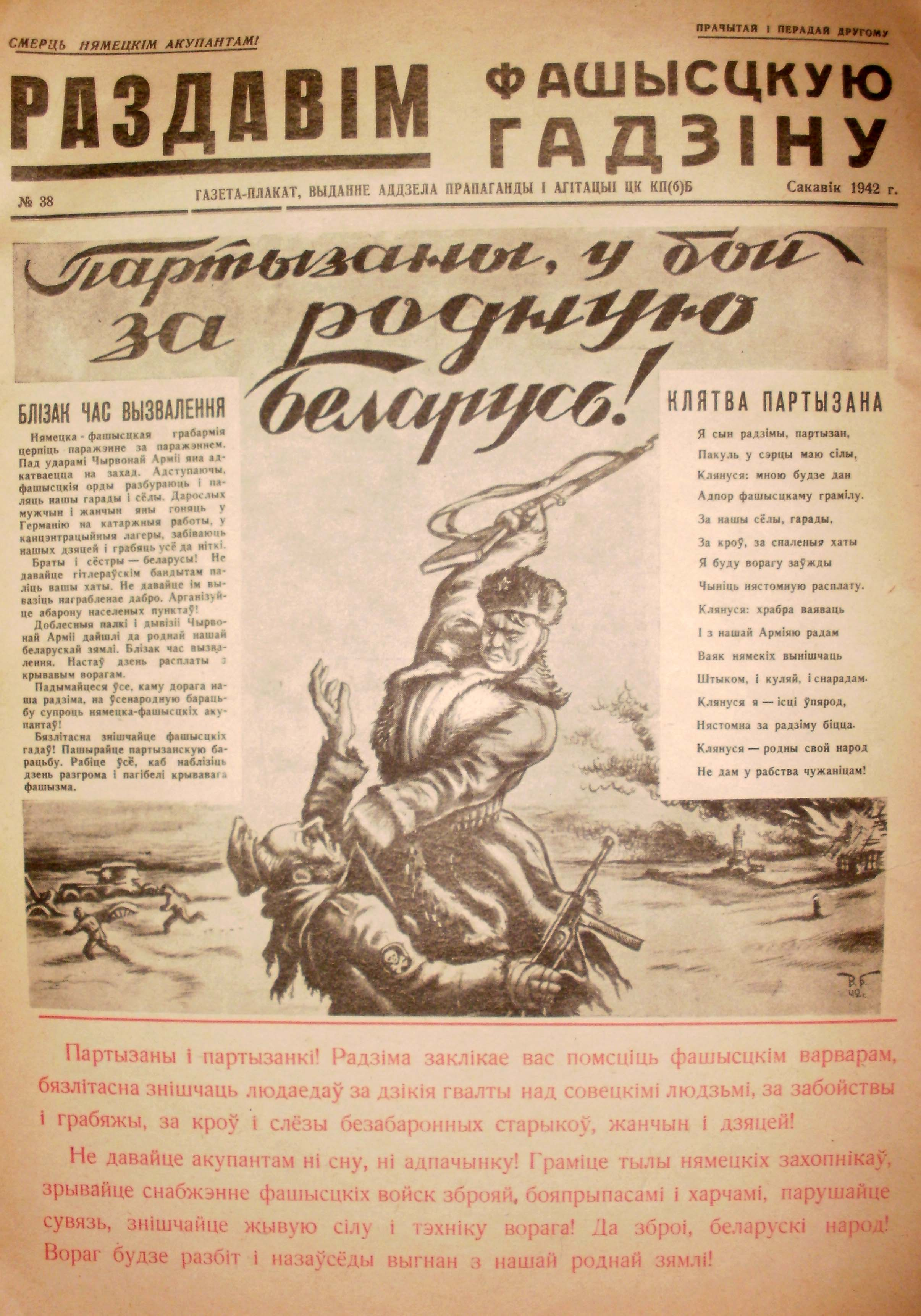
Первая страница минской газеты «Раздавим фашистскую гадину» (Раздавім фашысцкую гадзіну) № 38, 1942

В русскоязычной культуре девиз стал наиболее известен в форме «Раздавите гадину!». Эпиграф с этим выражением французского вольнодумца к антирелигиозной поэме «Королева Маб» английского поэта Перси Биш Шелли (у Бальмонта — «Царица Маб», 1903) таким образом перевёл поэт-символист Константин Бальмонт. Предполагается, что на появление такого варианта мог повлиять перевод песни Пьера Беранже «Старый бродяга», осуществлённый в середине 1850-х годов Василием Курочкиным: «Раздавите гадину ногою. // Что жалеть — приплюсните скорей!». Исследователи отмечают, что в оригинале представлено несколько иначе: «Люди, почему вы не раздавили меня, // Как какое-нибудь вредное насекомое?». С этого времени в России лозунг приобрёл самостоятельное значение и стал всё чаще применяться в отношении политических противников. Левые партии призывали раздавить гадину, имея в виду царский режим. Ленин в статье «Памяти Герцена» (1912) писал: «Пролетариат пробьёт себе дорогу к свободному союзу с социалистическими рабочими всех стран, раздавив ту гадину, царскую монархию, против которой Герцен первый поднял великое знамя борьбы…». После Октябрьской революции данное идеологическое клише стало применяться уже к новой власти — большевикам.
Возвращение в политическую риторику выражения произошло в России в бурные 1990-е годы, во время внутриполитического конфликта октября 1993 года. Кризис был следствием противостояния двух политических сил: с одной стороны — президента Российской Федерации Бориса Ельцина, либерально-демократического правительства, возглавляемого Виктором Черномырдиным, части народных депутатов и членов Верховного Совета — сторонников президента, а с другой стороны — противников социально-экономической политики президента и правительства. 3 октября противники Ельцина захватили здание мэрии и попытались завладеть телецентром «Останкино». 5 октября в газете «Известия» появилось обращение группы известных литераторов к согражданам, содержащее также требования, обращённые к правительству и президенту. Со временем воззвание также стало часто цитироваться под названием «Раздавите гадину!», отсылая к Вольтеру и к возникшим под его влиянием политическим лозунгам СССР. Так, пресс-секретарь Ельцина Вячеслав Костиков вспоминал: «На какое-то время он [Ельцин] загорался, выслушав очередной призыв „раздавить гадину“. Особенно эффектно они звучали в „исполнении“ Марка Захарова или Святослава Фёдорова, поскольку и тот и другой делали это на высшей эмоциональной ноте и не без артистизма».